# Walnut Grove, British Columbia
Walnut Grove är en del av en befolkad plats i Kanada.   Den ligger i provinsen British Columbia, i den södra delen av landet, 3 500 km väster om huvudstaden Ottawa. Walnut Grove ligger 40 meter över havet och antalet invånare är 25 683.
Terrängen runt Walnut Grove är huvudsakligen platt, men österut är den kuperad.Runt Walnut Grove är det tätbefolkat, med 297 invånare per kvadratkilometer.. Närmaste större samhälle är Surrey, 14,9 km väster om Walnut Grove.
I omgivningarna runt Walnut Grove växer i huvudsak barrskog.